# Academia Real de Belas-Artes de Bruxelas

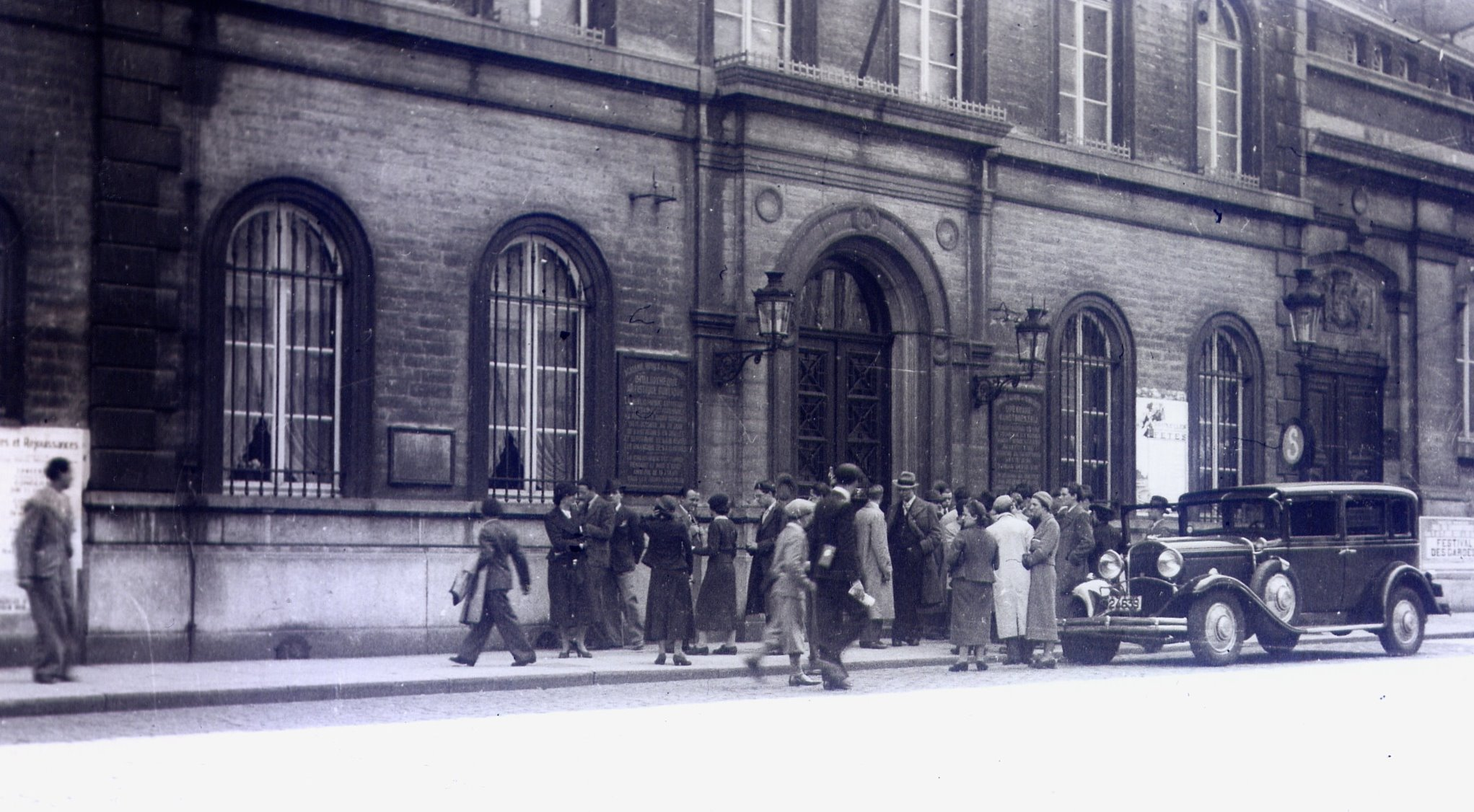
Académie Royale des Beaux-Arts, Bruxelas, 1935 (fotografia de Léon van Dievoet)

Academia Real de Belas Artes (francês: Académie Royale des Beaux-Arts - École supérieure des Arts de la Ville de Bruxelles (ARBA-ESA); neerlandês: Koninklijke Academie voor Schone Kunsten van Brussel) é uma escola de arte belga fundada em Bruxelas, em 1711. Em princípio, ficava localizada numa sala de prédio da prefeitura. Em 1876, foi transferida para um edifício que antes abrigava um convento e orfanato na Rue du Midi, reabilitado pelo arquiteto Pierre-Victor Jamaer, onde a escola ainda opera. Figuras como James Ensor, René Magritte, Paul Delvaux, Peyo, Vincent van Gogh, Éliane de Meuse e Zhang Chongren passaram pela escola.